# موزه هنر کافسجیان
موزه هنری کافسجیان (Գաֆէսճեան արվեստի կենտրոն؛ انگلیسی: Cafesjian Museum of Art) موزه‌ای هنری در ایروان، پایتخت ارمنستان است. این موزه در مرکز ناحیه کنترون داخل و پیرامون کاسکاد ایروان، که یک مجمتع عظیم راه پله‌ها با فواره‌ها است، واقع شده‌است. از نوامبر ۲۰۰۹ در این موزه علاوه بر نمایش آثار هنر برنامه‌های متنوعی مانند سخنرانی، فیلم، کنسرت برگزار می‌شود. هر سال بیش از یک میلیون نفر از این مرکز بازدید می‌کنند.

## تاریخچه
بنیاد موزه کافسجیان در آوریل ۲۰۰۲ در ایروان و تحت نظارت دولت جمهوری ارمنستان گذاشته شد و از این سال تا سال ۲۰۰۹، مدیریت اجرایی این موزه به عهده ادوارد بالاسانیان بود.
ساخت موزه کافسجیان در آوریل ۲۰۰۵ آغاز شد و قرار بود در آوریل ۲۰۰۸ به اتمام برسد. با این حال، با کمی تأخیر، بازگشایی موزه در ۱۷ نوامبر ۲۰۰۹ رخ داد. مراسم افتتاحیه با حضور رئیس‌جمهور ارمنستان، وزیر فرهنگ ارمنستان، وزیر امور خارجه غنا، نمایندگان هیئت‌های دیپلماتیک ارمنستان و جمعی از هنرمندان و چهره‌های سیاسی برگزار شد.

## تصاویر

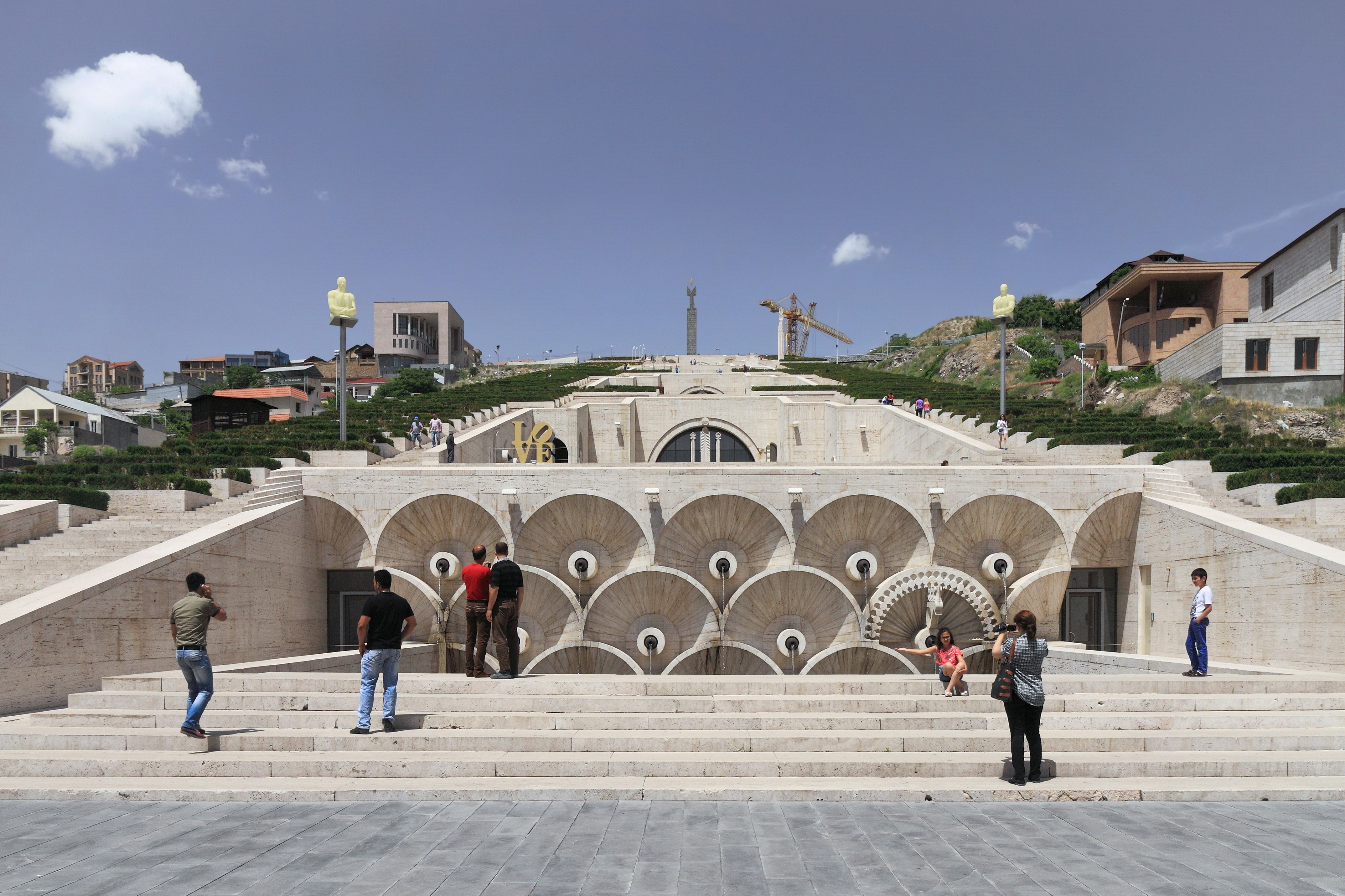
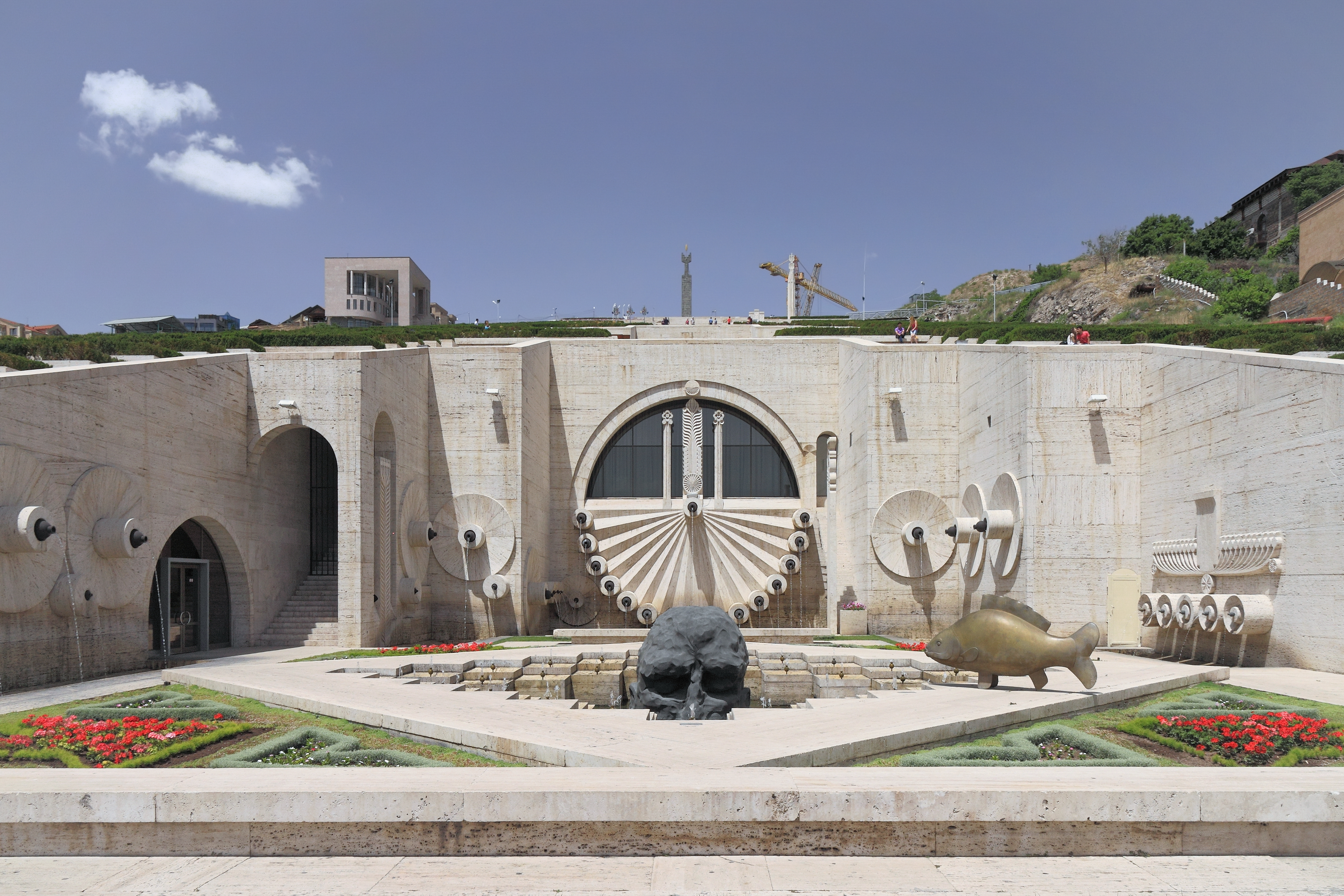
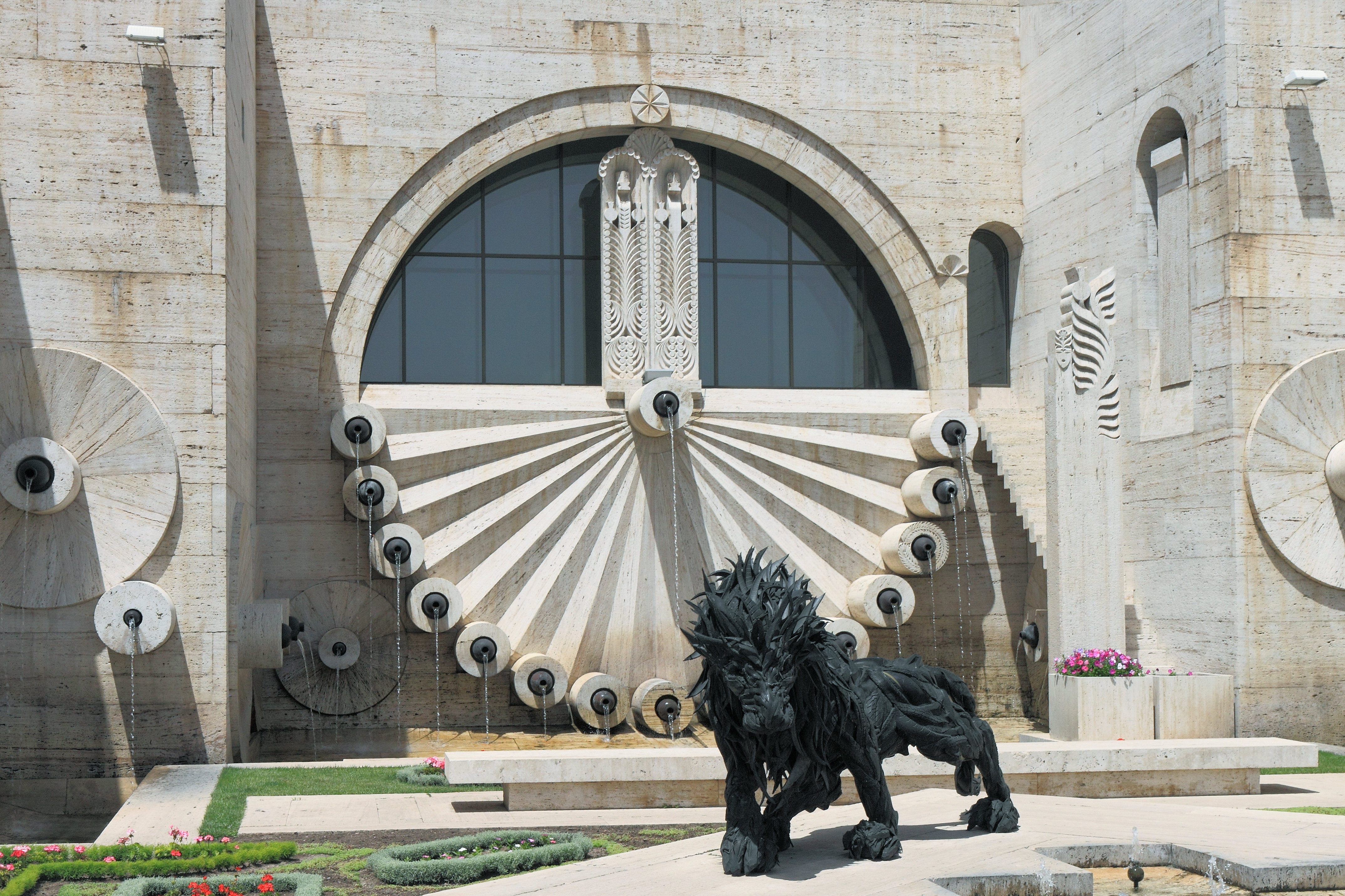
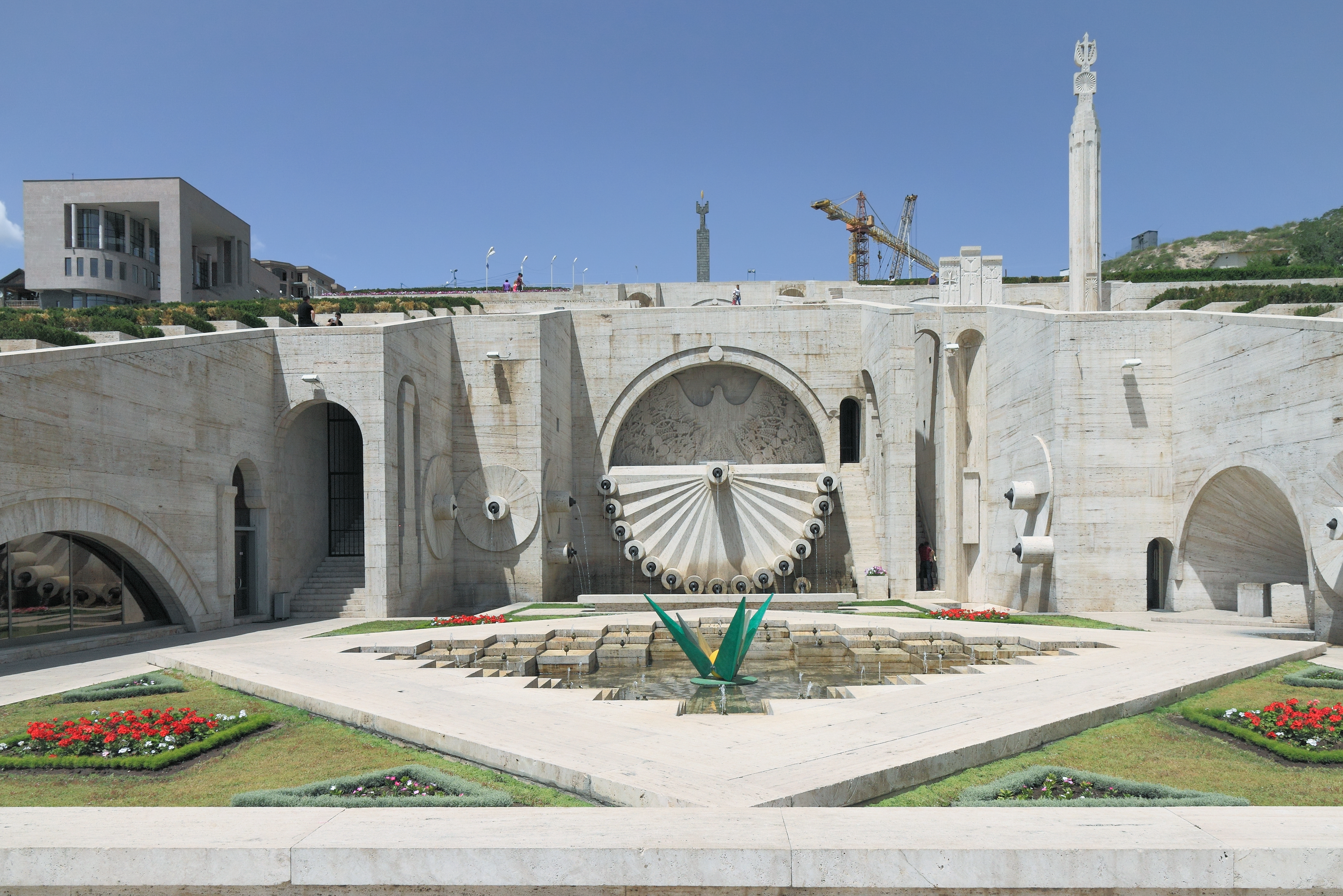
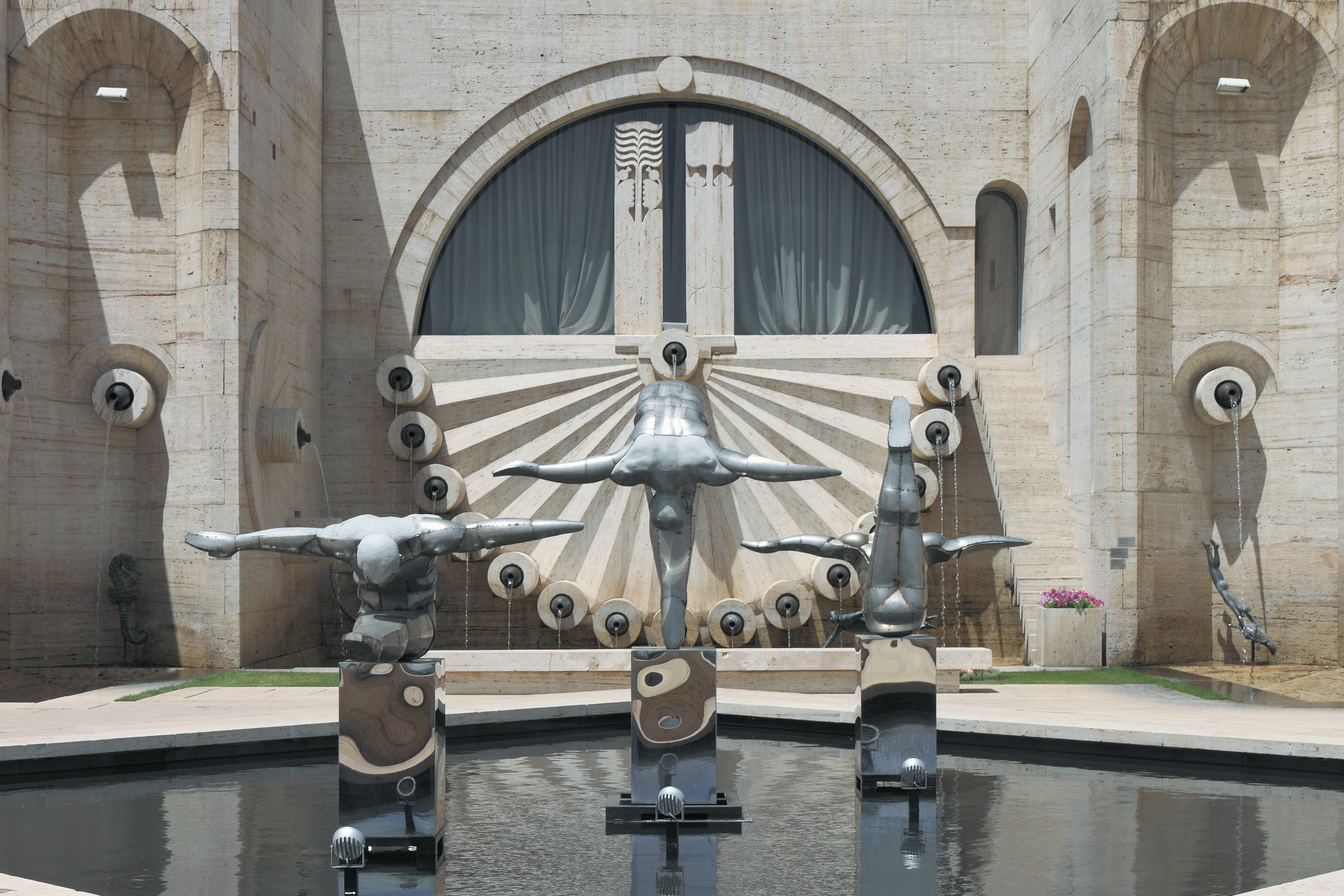
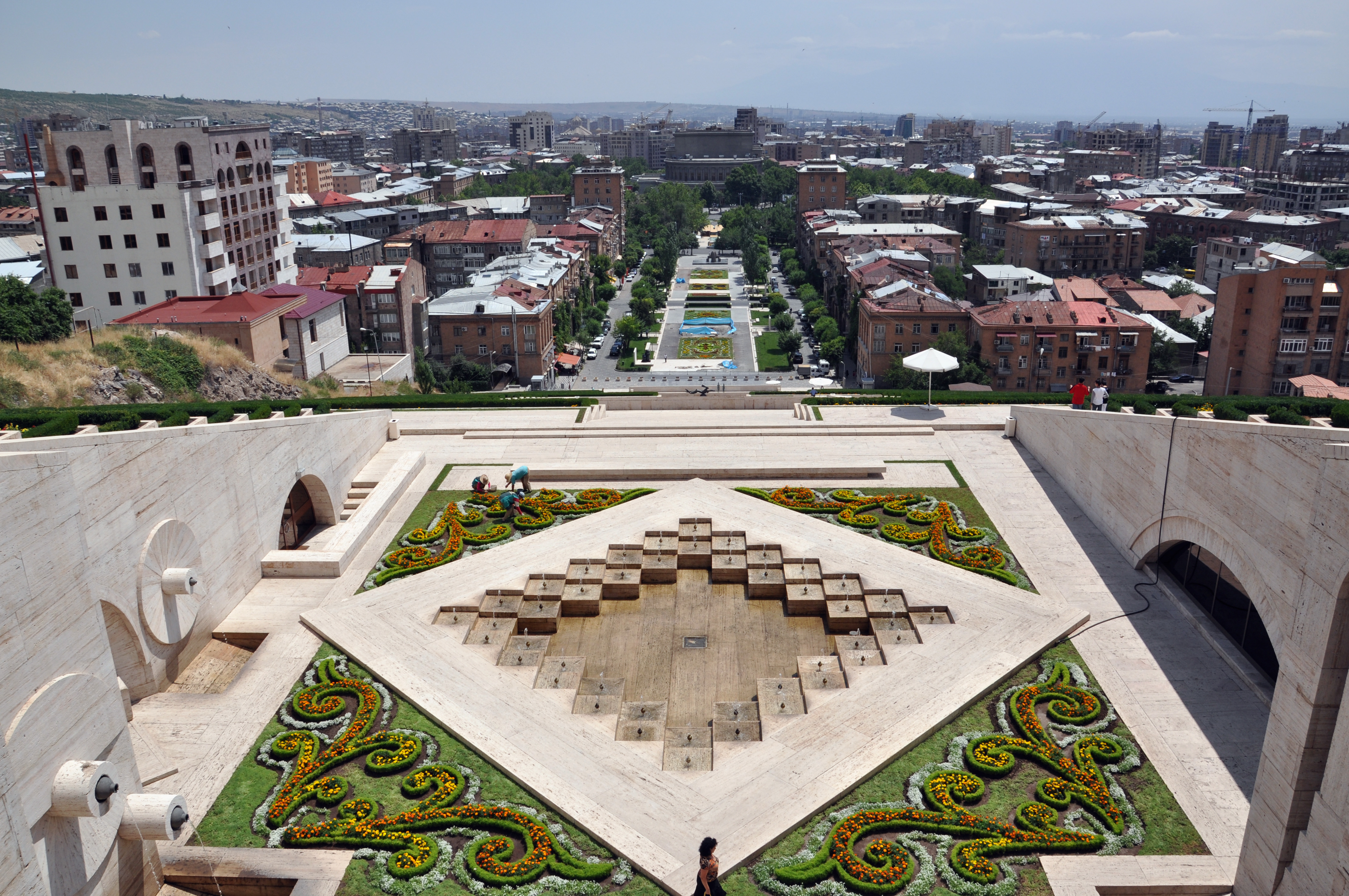
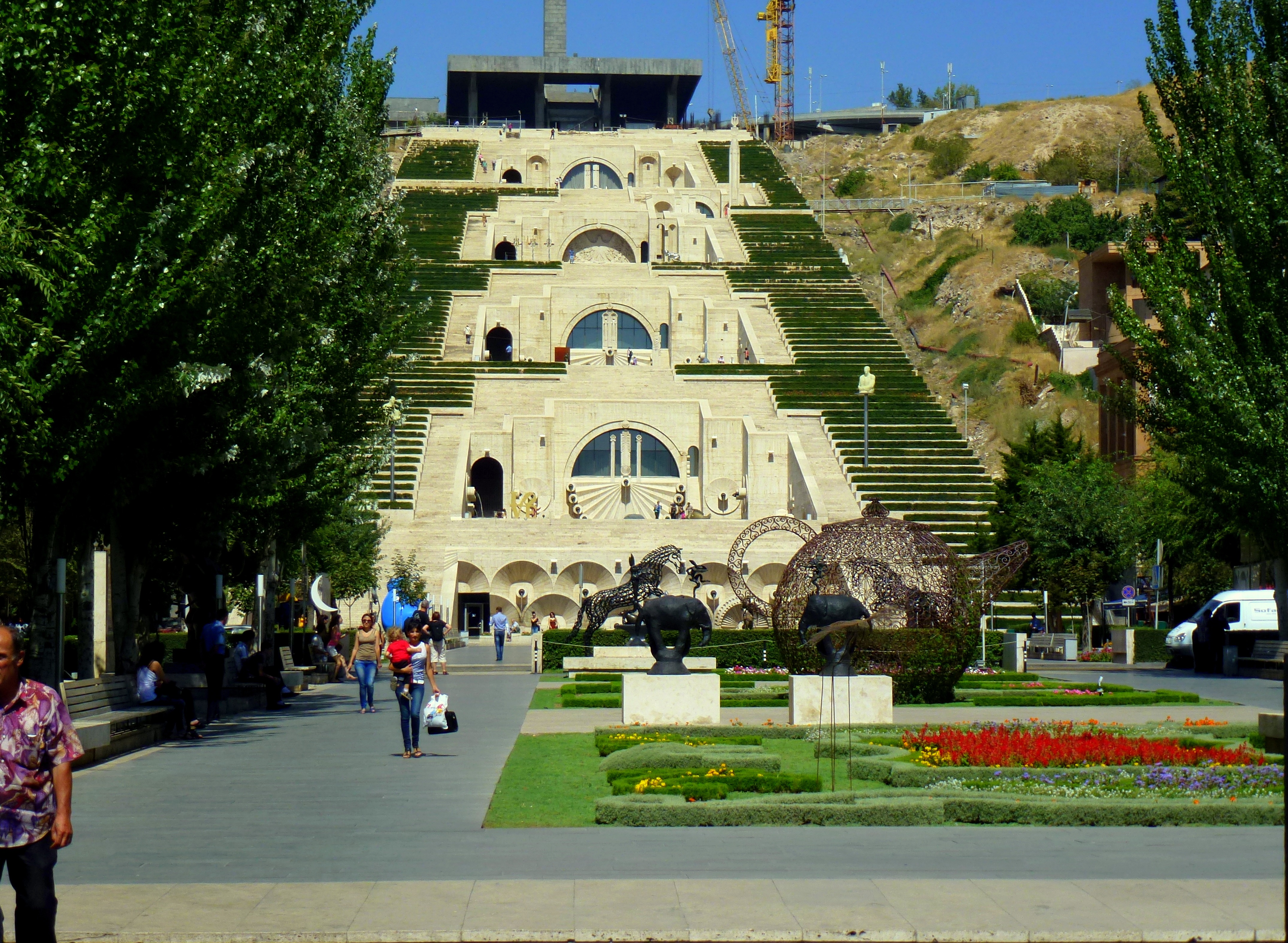
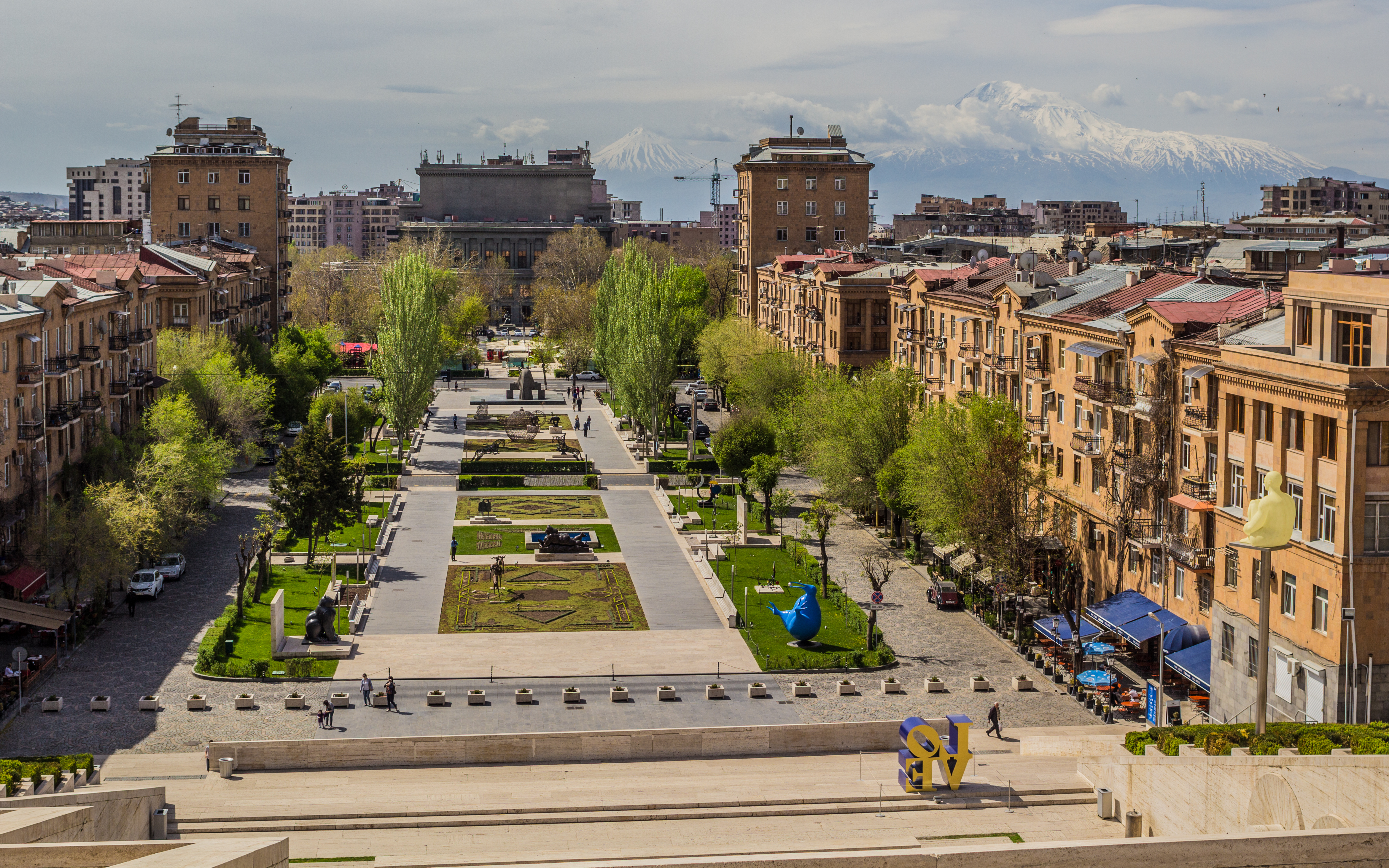
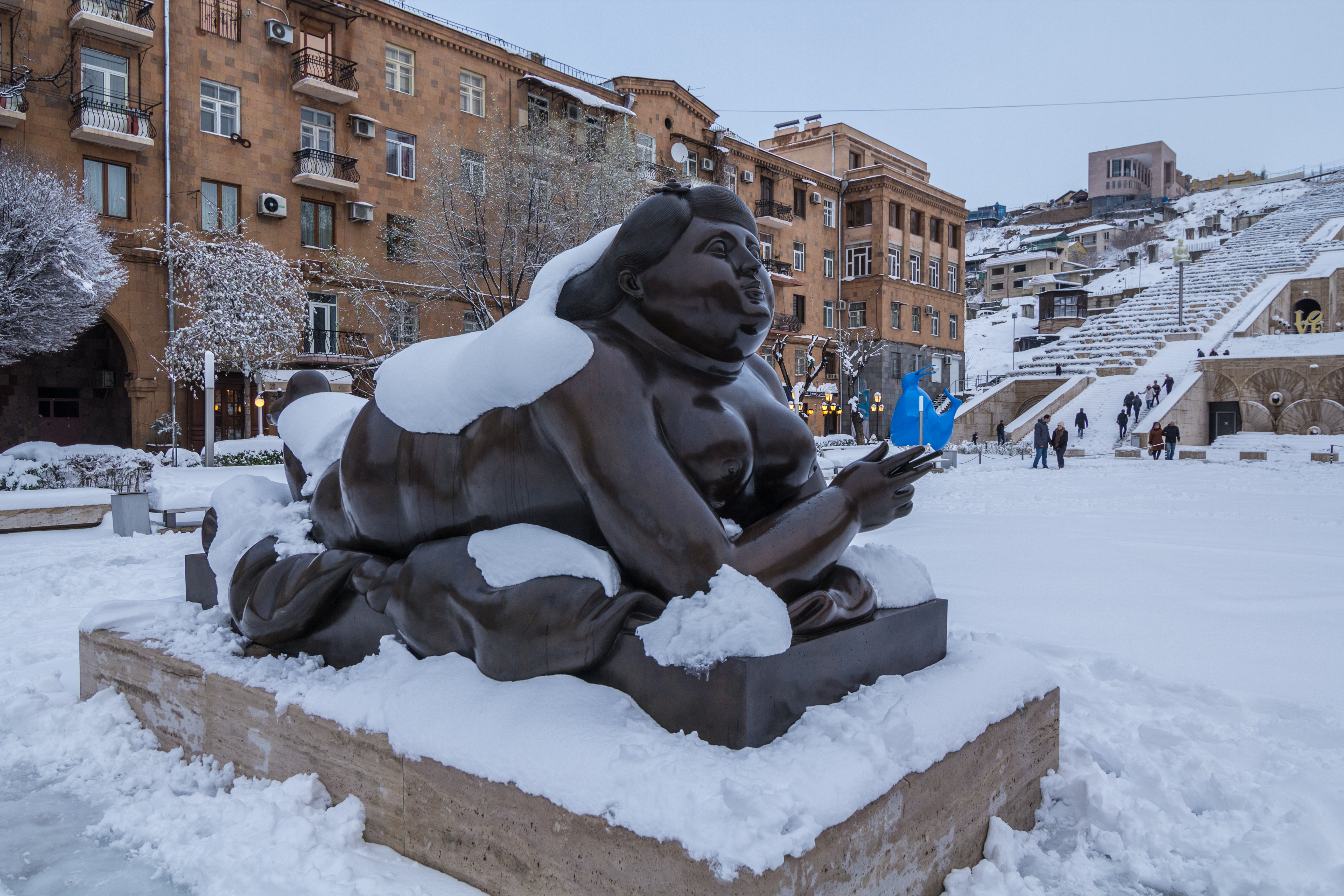
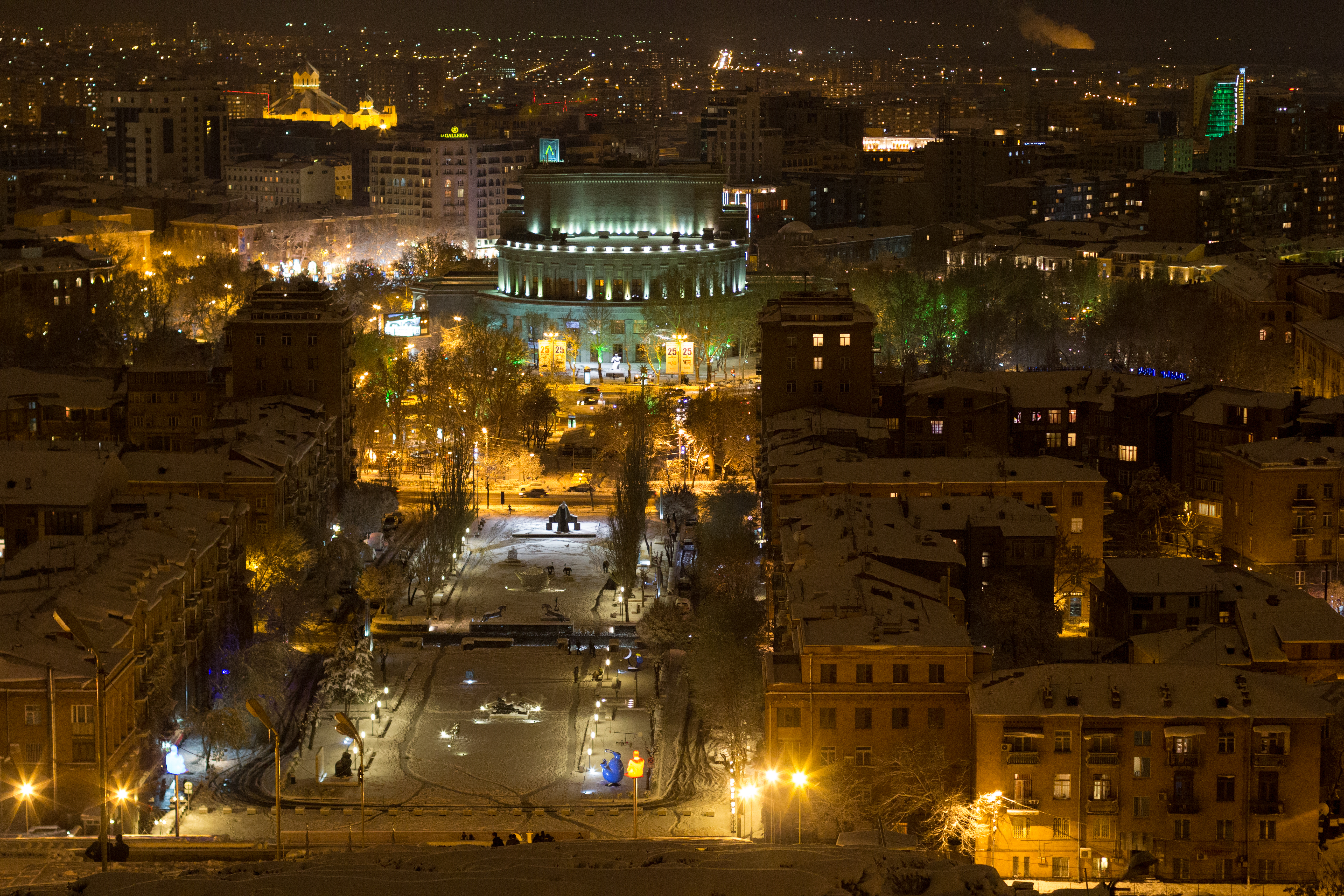
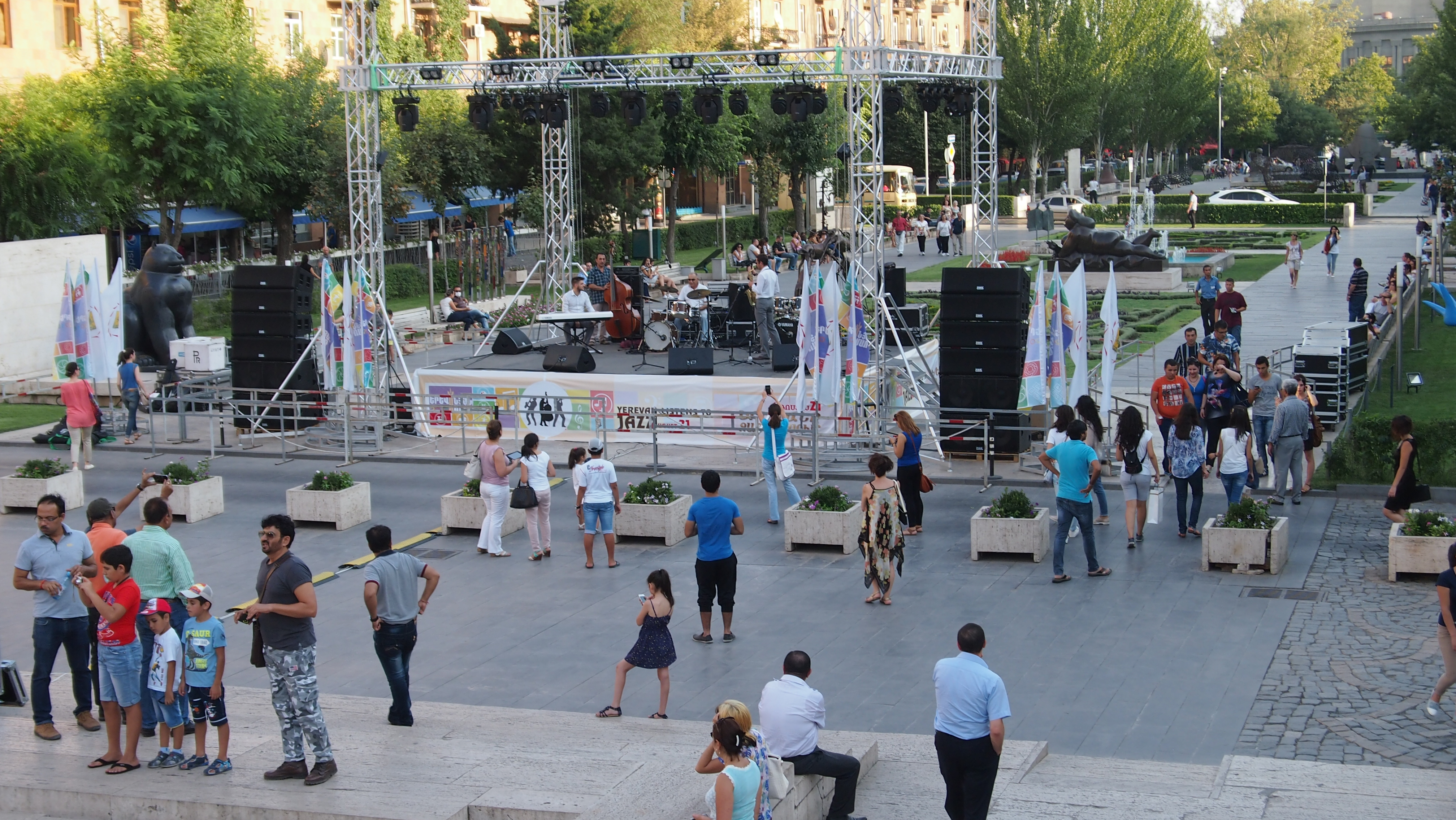
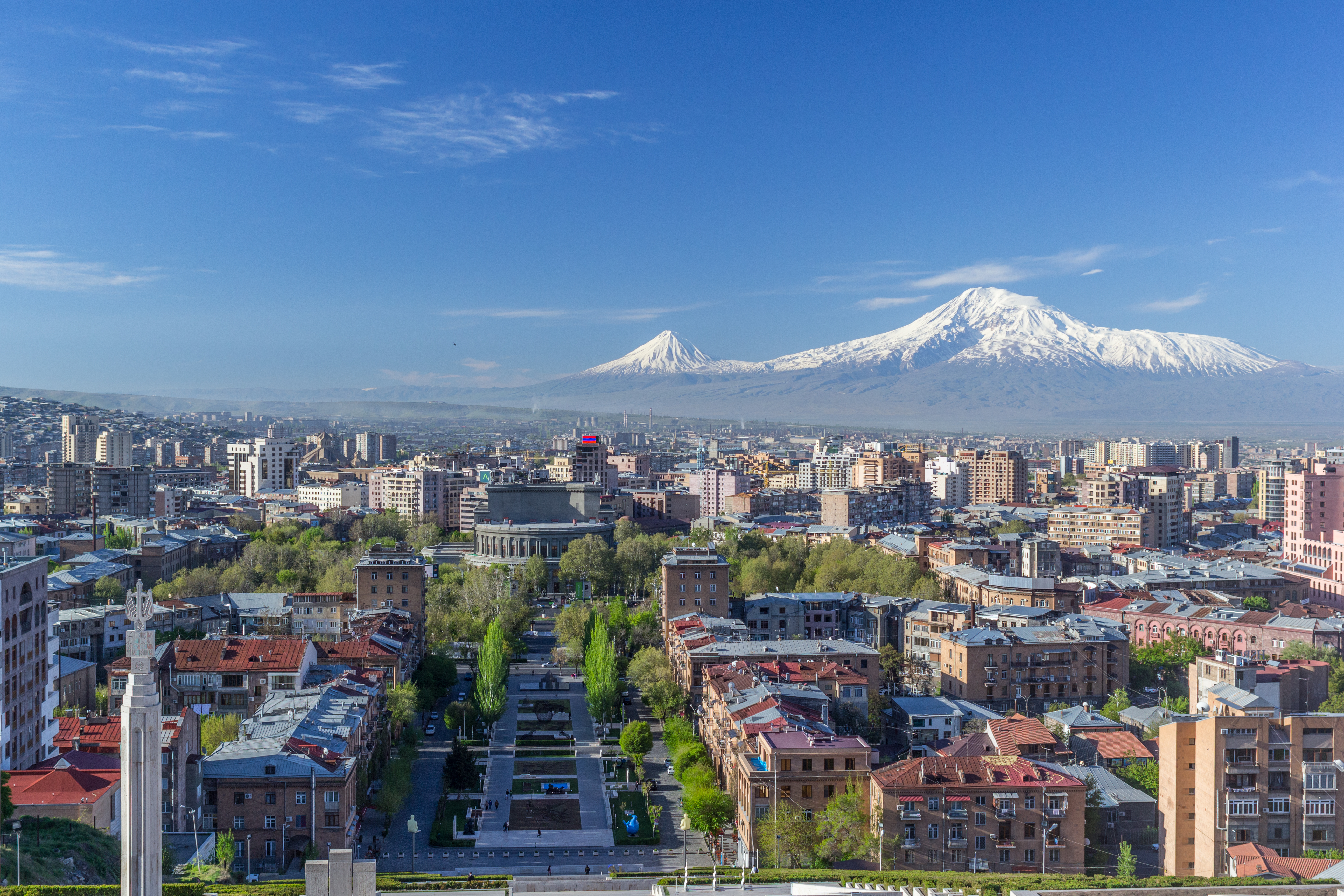
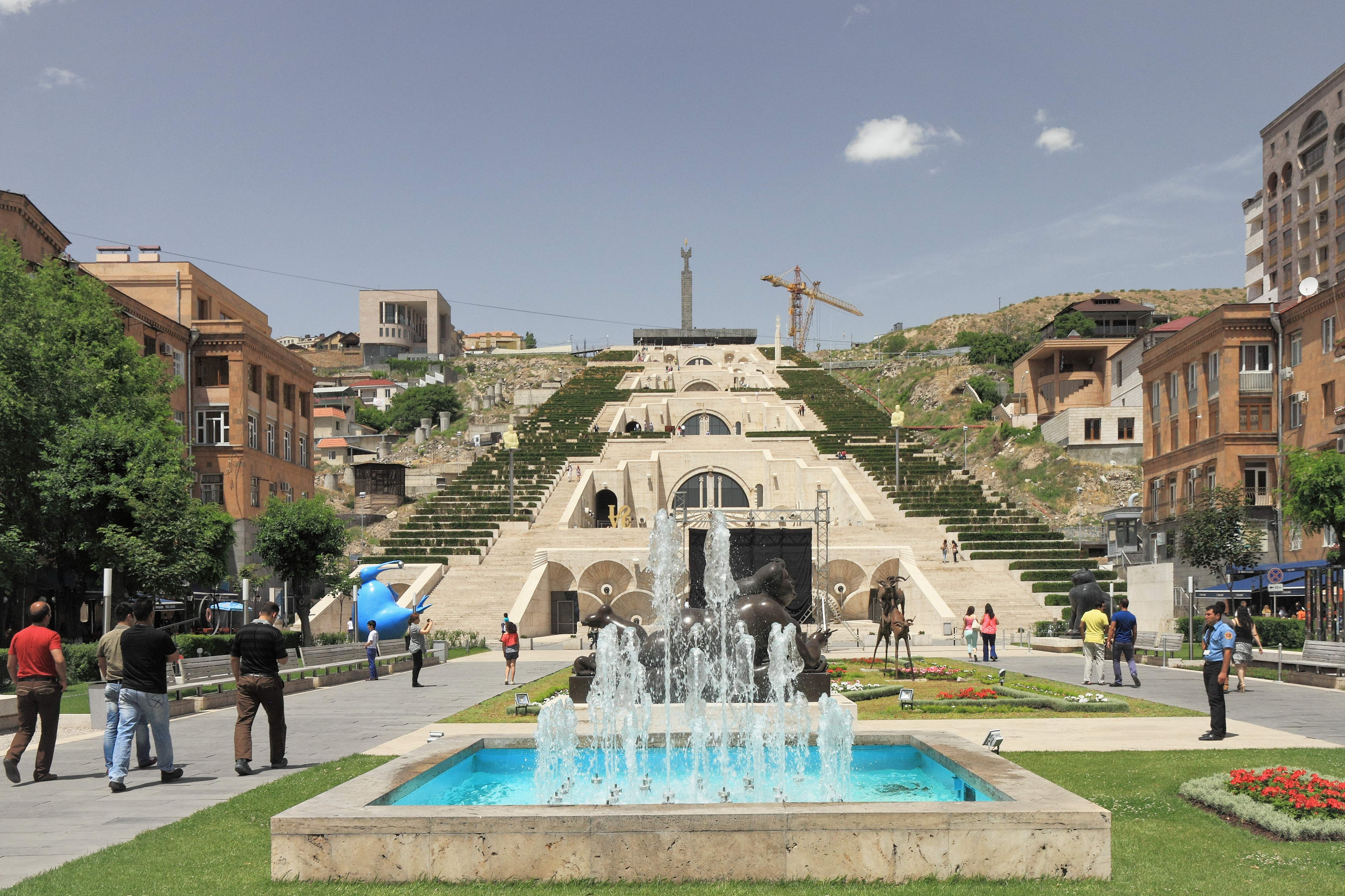